# Ryūkichi Tanaka

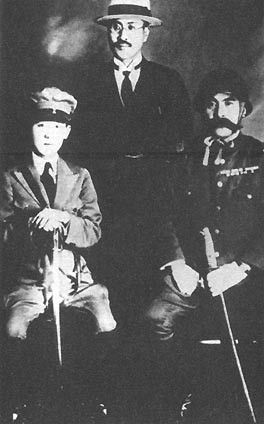
Yoshiko Kawashima (a l'esquerra) i Ryukichi Tanaka (a la dreta)

Ryūkichi Tanaka (田中 隆吉). Nascut el 28 de setembre de 1896 a l'actual Yasugi (prefectura de Shimane) i mort el 1972 a causa d'un càncer rectal. Fou un general de l'Exèrcit Imperial Japonès (Kyūjitai. forma tradicional del kanji japonès: 大日本帝國陸軍) en la Segona Guerra Mundial.
Estudià en acadèmies militars i es va graduar en artilleria. Enviat a la Xina en missions especials, l'octubre de 1930 va residir a Xangai a on va establir una xarxa d'espionatge amb l'ajut de Yoshiko Kawashima i amb la qual va tenir relacions sentimentals durant el període de l'Incident de Xangai (1932). Tornà al Japó però pocs anys després es vinculà a l'Exèrcit de Kwantung. Durant el desastre de la batalla del Llac Khasan, estiu de 1938, contra forces soviètiques, era comandant d'un regiment d'artilleria de muntanya al Manxukuo. Del 1939 al 1940, de tornada al Japó, va ocupar un càrrec en el Ministeri de la Guerra. Ascendeix en l'escalafó militar i és enviat altre cop a la Xina on aplica una política de terra cremada (“matar tot, saquejar tot i destruir tot”). L'any 1940 va tornar al Japó on esdevé responsable d'un centre de preparació de sabotatge i espionatge. I arran de problemes de salut, passà a la reserva però el 1945 va ser altre cop actiu fins a la fi del conflicte bèl·lic. Va testificar en el Tribunal Militar Internacional per a l'Extrem Orient.